# Kanton Sainte-Marie-2 Sud
Der Kanton Sainte-Marie-2 Sud war ein Kanton im französischen Übersee-Département Martinique im Arrondissement La Trinité. Er umfasste einen Teil der Gemeinde Sainte-Marie.
Vertreter im Generalrat des Départements war seit 2004 Bruno Nestor Azérot.